# 2946 Muchachos
2946 Muchachos eller 1941 UV är en asteroid i huvudbältet som upptäcktes den 15 oktober 1941 av den finska astronomen Liisi Oterma vid Storheikkilä observatorium. Den har fått sitt namn efter Roque de los Muchachos på den spanska ön La Palma.
Asteroiden har en diameter på ungefär 13 kilometer och den tillhör asteroidgruppen Massalia.